# Port lotniczy Namsos
Port lotniczy Namsos (IATA: OSY, ICAO: ENNM) – port lotniczy położony w Namsos, w regionie Nord-Trøndelag, w Norwegii.

## Linie lotnicze i połączenia
| Linia lotnicza | Kierunek                                                                                    |
| -------------- | ------------------------------------------------------------------------------------------- |
| Widerøe        | 1. Mo i Rana (od 23 czerwca 2024) 2. Rørvik 3. Sandnessjøen (od 31 marca 2024) 4. Trondheim |